# Pierre Madignier
Pierre Madignier est un homme politique français né le 2 juillet 1831 à Saint-Étienne (Loire) et décédé le 10 décembre 1894 à Paris.
Ouvrier dans une fabrique de rubans, il en devient le directeur. Maire de Saint-Genest-Lerpt, il devient maire de Saint-Étienne en 1884. Il est également conseiller d'arrondissement. Il est sénateur de la Loire, siégeant à gauche, de 1887 à 1894.

## Sources
- « Pierre Madignier », dans Adolphe Robert et Gaston Cougny, Dictionnaire des parlementaires français, Edgar Bourloton, 1889-1891 [détail de l’édition]
- « Pierre Madignier », dans le Dictionnaire des parlementaires français (1889-1940), sous la direction de Jean Jolly, PUF, 1960 [détail de l’édition]